# Puma concolor costaricensis
El puma centroamericano o puma costarricense (Puma concolor costaricensis) es una de las subespecies en que se divide la especie de Puma concolor, denominado comúnmente «puma» o «león de montaña».

## Distribución y hábitat

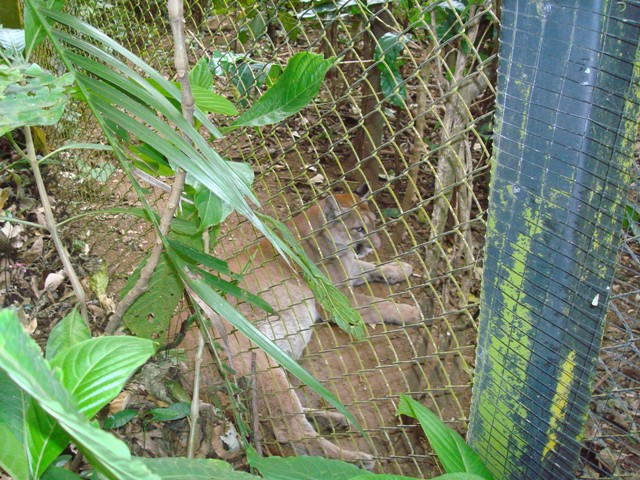
Puma concolor costaricensis en el Rescate Wildlife Rescue Center (antes Rescate Animal Zoo Ave).

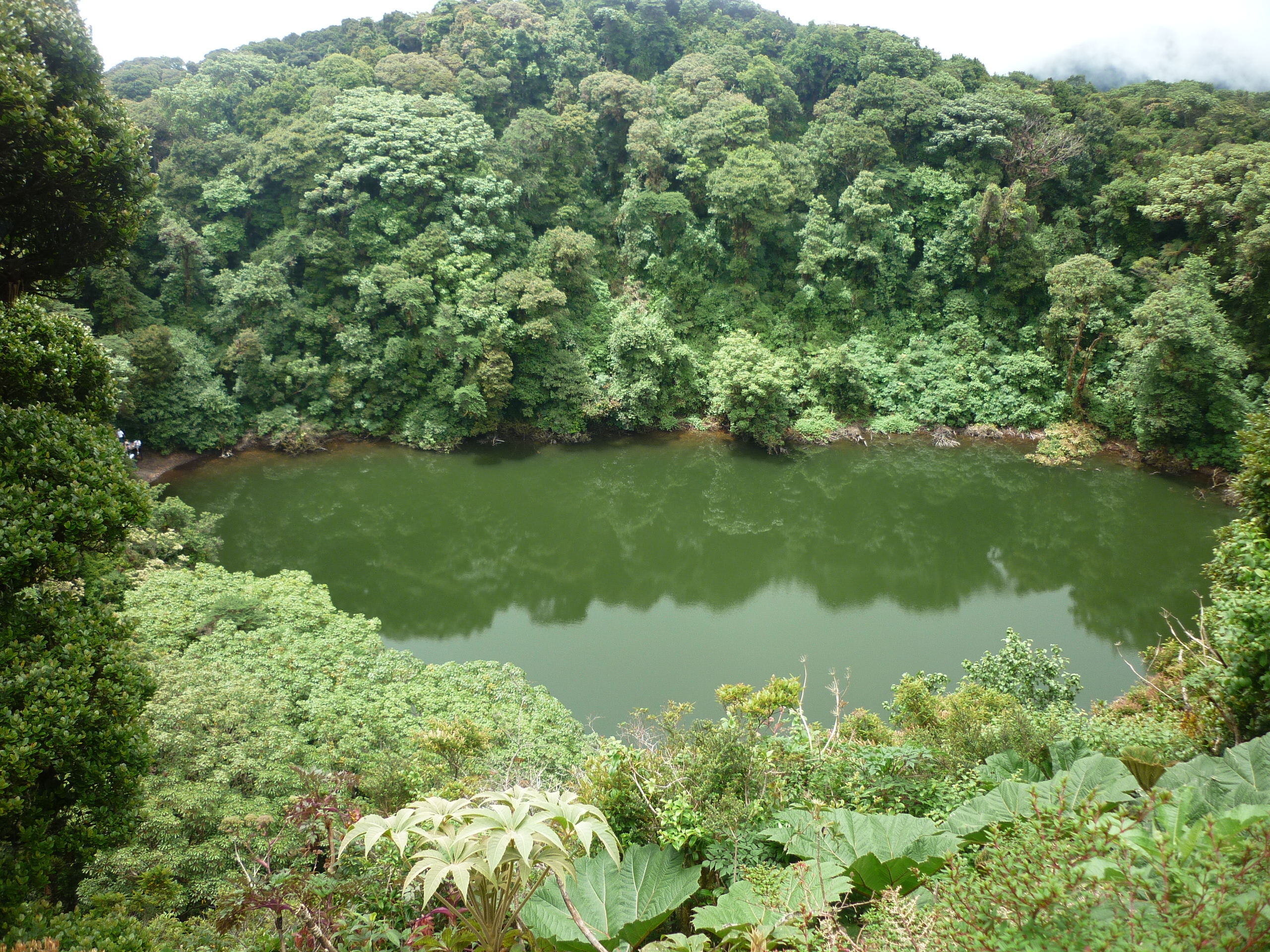
Volcán Barva, en el Parque nacional Braulio Carrillo, Costa Rica; el hábitat de esta subespecie.

Puma concolor costaricensis, si bien fue exterminada en buena parte de su área de distribución original, aún ocupa un territorio que va desde el centro de Nicaragua, pasando por Costa Rica, hasta Panamá.
Hacia el norte se encuentran las poblaciones de la subespecie conocida como puma norteamericano (Puma concolor couguar), con las cuales contacta entre el centro y el norte de Nicaragua. Hacia el sur se encuentran las poblaciones de la subespecie conocida como puma del norte de América del Sur (Puma concolor concolor), con las cuales contacta entre el sur de Panamá y el noroeste de Colombia.
Habita bosques secos, bosques húmedos y bosques de galería, pero sus hábitats preferidos son sierras, quebradas rocosas, y bosques densos. Se le puede encontrar desde el nivel del mar hasta los 3.300 m s. n. m. Posee alta capacidad de adaptación a casi todo tipo de hábitats, tanto en tierras bajas como montañosas, y desde los bosques caducifolios de la costa del océano Pacífico hasta las formaciones selváticas próximas al mar Caribe, aunque prefiere las zonas con vegetación densa, pero también puede vivir con poca vegetación en zonas abiertas. En Costa Rica se le puede encontrar en lugares como el Parque Internacional La Amistad, la Región Huetar Norte, el Parque nacional Volcán Arenal, la Cordillera Volcánica Central, el Área de Conservación Guanacaste, la Península de Osa, la Región Pacífico Central, el valle del río Tempisque y el Parque nacional Tortuguero.

## Características
En general, es más pequeño y menos pesado que Puma concolor couguar y Puma concolor concolor. Es un felino grande con la cabeza pequeña y las patas largas, con la espalda de color rojizo intensa o café amarillento. El adulto tiene una capa de pelaje en tono tostado, sin manchas. En vientre es de color blancuzco crema. Las orejas son largas y puntiagudas. Su talla va de 860 a 1219 mm, incluyendo la cabeza. La cola mide 610 a 737 mm y larga y delgada con la punta negra. Pesan entre 24 y 65 kg. Sus ojos son brillantes y amarillos ante el reflejo luminoso.  Las crías nacen con pelaje amarillento y manchas negras que pierden a los seis meses.

## Comportamiento y reproducción
Son solitarios, silenciosos y territoriales. Su tamaño promedio de camada es de 3 cachorros, y su periodo de gestación dura 13 semanas. Se ha descrito que maúllan como un gato durante el periodo de apareamiento.

## Alimentación
Por lo general caza de noche. Pueden trasladarse por largas distancias en busca de alimento. Se alimentan principalmente de mamíferos y en ocasiones llega a atacar al ganado doméstico. Su presa principal es el venado cola blanca, pero también se alimentan del zorro pelón, mono congo, mono colorado, mono carablanca, puerco espín, guatusa, rata de monte, iguana y tortuga lora.
Prefieren habitar en lugares silvestres; excepcionalmente se acercan a núcleos urbanos. Ejemplares adultos, en especial los de edad avanzada, pueden llegar a tomar al ser humano como presa, especialmente niños, aunque generalmente prefieren emprender la huida ante la presencia de personas en su territorio.

## Taxonomía
Hasta finales del siglo XX se habían registrado 32 subespecies de puma, sin embargo, un estudio genético de ADN mitocondrial mostró que muchas de ellas son demasiado similares como para ser reconocidas como taxones diferentes. Tras la investigación, la 3.ª edición del «Mammal Species of the World» reconoce solo 6 subespecies.

## Estado de conservación
Las poblaciones de pumas pertenecientes a esta subespecie han sufrido una reducción de su geonemia, aunque todavía habitan en regular número en muchos sectores de su antiguo territorio, por lo que la UICN la categoriza como de «Preocupación menor», si bien algunos especialistas creen que sería mejor un cambio a la categoría de «Vulnerable».
En Costa Rica, esta especie está considerada como amenazada. Está protegida y regulada por la Ley de Conservación de la Vida Silvestre N.º 7317, la Ley Orgánica del Ambiente N.º 7554 y el decreto N.º 26435-MINAE.